# Bardou
Bardou là một làng trên núi nằm trong tỉnh Dordogne, thuộc vùng Nouvelle-Aquitaine của nước Pháp, có dân số là 33 người (thời điểm 1999).